# Экономическая политика
Экономическая политика — совокупность мер, действия правительства по выбору и осуществлению экономических решений на макроэкономическом уровне. Реализация экономической политики предполагает достижение общественно значимых целей. Цели экономической политики определяются состоянием экономики страны на данный момент.

## Истоки формирования экономической политики
Рыночная экономика, которая стала основным способом ведения народного хозяйства, в течение последних нескольких столетий претерпела ряд существенных изменений. Основой для рыночных форм проявления экономики явилось внедрение методов массового производства товаров, что было обусловлено переходом на крупное машинное производство. Развитие машинного способа позволило резко снизить затраты на единицу изделия. Удешевление продукции наряду с повышением доходов населения привели к резкому расширению рыночного оборота.
Экономические процессы, происходившие в XVIII и XIX веках создали качественно новую ситуацию в обществе, создав основу для другой взаимосвязи социально-экономических процессов: между рыночным и государственным механизмами. Развитие хозяйственной системы на определённом этапе стало нуждаться в усилении поддерживающих и корректирующих мер государства.
Решающим уроком для всей рыночной системы явился мировой экономический кризис 1929—1933 годов. Итогом этого урока стал вывод о том, что роль государственного участия необходимо поднять на новый качественный уровень, найти более эффективный вариант взаимосвязи двух социально-экономических явлений (рынок и государство). В условиях динамичного развития рынка государственные меры должны были выйти за рамки невмешательства, нейтрального поведения государства в роли «ночного сторожа». Экономика стала нуждаться в более сложном комплексе государственных мер. Возникло явление, получившее название «экономическая политика».
Первые пробные шаги в области экономической политики были сделаны ещё в конце XIX века. Примером может служить Германия, опередившая в этом отношении многие страны. По инициативе Отто фон Бисмарка были приняты законы, на основе которых возникла новая сфера — социальное страхование. В 1883 году в частности, законом было введено страхование по болезни, в 1884 году — страхование от несчастных случаев и, наконец, в 1889 году — страхование по инвалидности для промышленных рабочих и их пенсионному обслуживанию.
Первые попытки реализации экономической политики были связаны со стратегией «точечного воздействия». В этих условиях как относительно самостоятельные направления рассматривались таможенная, аграрная, промышленная и социальная формы политики. Позднее, в начале XX века на смену такому разрозненному подходу пришёл вариант комплексного, взаимосвязанного подхода. Экономическая политика приобрела более комплексный общеэкономический характер.
Существенным образом на формирование общеэкономической политики повлияли две мировые войны, с их комплексом политических, социальных и экономических проблем. Вмешательство государства в экономические процессы стало носить не только региональный, но и общеэкономический, а несколько позже международный характер.

## Цели экономической политики
Согласно К. Р. Макконнеллу и С. Л. Брю целями экономической политики являются обеспечение:
1. Экономического роста национальной экономики;
2. Полной занятости;
3. Экономической эффективности;
4. Стабильности уровня цен, борьба с инфляцией или дефляцией;
5. Экономической свободы;
6. Справедливого распределения доходов;
7. Экономической обеспеченности (социальных гарантий);
8. Сбалансированного внешнеторгового баланса.

## Классификация экономической политики
Существуют различные подходы и критерии классификации в сфере экономической политики. При подходе на основе отраслевых, институциональных критериев принято выделять следующие направления: промышленное, аграрное, социальное, транспортное, внешнеэкономическое и другие. Основываясь на функционально ориентированном подходе, можно выделить: финансовое, структурное, конъюнктурное, ценовое, валютное и другие направления экономической политики.
Экономическая политика представляет собой совокупность различных направлений, элементов, которые в совокупности и формируют экономическую политику государства. Основными элементами, составляющими экономическую политику, являются:
- Денежно-кредитная политика;
- Бюджетно-налоговая политика;
- Инвестиционная политика;
- Промышленная политика;
- Политика в области труда и занятости, рынка рабочей силы, регулирования доходов;
- Внешнеэкономическая политика (международная торговля ускоряет экономический рост, повышает уровень жизни населения. Важным показателем внешней торговли является чистый экспорт, то есть разность между стоимостью экспорта и стоимостью импорта)[4];
- Другие направлений экономической политики.

## Субъекты экономической политики
Субъектами экономической политики могут выступать:
- Государство, включая региональные и местные институциональные образования;
- Негосударственные союзы и объединения.

Государство, являясь главным субъектом экономической политики, обладает властными полномочиями, используя которые оно связывает интересы различных социальных групп и побуждает их действовать в направлении определённых целей. На уровне законодательной власти происходит обсуждение и законодательное оформление основных направлений экономической политики. Отвечает за её реализацию исполнительная власть — правительство. Правительство, в свою очередь, ставит задачи и передаёт права по реализации экономической политики конкретным органам исполнительной власти.
К негосударственным союзам и объединениям относят институты, имеющие так называемый «общественно-правовой статус». Эти близкие к государству структуры также являются субъектами экономической политики. Им могут передаваться определённые задачи управления, которые изъяты из сферы деятельности государственных управленческих структур. Например, к числу таких институтов в Германии относятся региональные управления по страхованию, Фонд выравнивания бремени, система местных больничных касс. В Швейцарии таковыми являются: агентство по поддержке общественного транспорта, учреждения по противопожарной безопасности.
К негосударственным субъектам экономической политики относятся также различные объединения, выражающие интересы определённых слоёв общества и групп населения. Это могут быть профессиональные союзы, союзы предпринимателей, религиозные и культурные организации. Роль негосударственных субъектов в выработке и реализации экономической политики определяется возможностью оказания влияния (давления) на власть. Интересы частных групп могут не совпадать с целевой ориентацией государства, ставящего на первый план своей деятельности благосостояние общества. В этих условиях между негосударственными субъектами и государством часто возникает открытая борьба за проявление своих властных возможностей.
Помимо государственных институтов и экономических союзов, которые непосредственно участвуют в проведении экономической политики, косвенное влияние на формирование экономической политики могут оказывать определённые группы и институты общества. К ним следует отнести: политические партии и организации, средства массовой информации, влиятельные личности (учёные, политики). Степень влияния этих субъектов на экономическую политику определяется обстановкой в стране, типом политической системы, её структурой.
В развития процессов глобализации среди субъектов экономической политики появились также институты, имеющие надгосударственный характер. Основой их деятельности являются межгосударственные соглашения. Национальные органы власти передают им часть своих управленческих функций. Таким образом, в последнее время возникает форма надгосударственной экономической политики. Примером тому является деятельность Европейского союза.
В целом на основе опыта выработки и реализации экономической политики в разных странах следует сделать вывод о том, что понятие «экономическая политика» шире термина «государственное регулирование». Проводя экономическую политику, государство выступает инициатором, основным звеном, однако при этом оно должно сорганизовать совместные действия всех участников проводимой экономической политики.

## Инструменты реализации экономической политики
Реализация экономической политики предусматривает использование совокупности мер, инструментов, которые образуют механизм государственного воздействия на экономику.

### Классификация методов экономической политики
Всю совокупность мер воздействия для реализации экономической политики можно разделить на две группы<:
1. Меры прямого воздействия. Данные методы предполагают, что субъекты экономики принимают решения не самостоятельно, а по указаниям государства. Примеры: налоговое законодательство, правила в области амортизационных отчислений, бюджетные процедуры по государственным инвестициям.
2. Меры косвенного воздействия. Суть данных методов состоит в том, что государство не влияет прямо на принимаемые субъектами экономики решения. Оно лишь создаёт условия к тому, чтобы субъекты экономики самостоятельно выбирали экономические решения, которые соответствуют целям экономической политики.

Существует ещё одна классификация методов реализации экономической политики на основе организационно-институциональных критериев. При данном подходе выделяют: административные, экономические и институциональные методы.

### Административные меры
Совокупность административных мер регулирующего действия обеспечивается правовой инфраструктурой. Главная функция административных мер состоит в обеспечении стабильной, основанной на праве обстановки в обществе: сохранение прав собственности, защита конкурирующей среды, обеспечение возможностей свободного выбора и принятия экономических решений.
Административные меры, в свою очередь, подразделяются на меры запрета, разрешения, принуждения.

### Экономические меры
К экономическим мерам относят действия государства, которые с помощью экономических рычагов воздействуют на рыночные отношения. Под этими мерами понимаются различные методы воздействия на совокупный спрос, совокупное предложение, степень централизации капитала, социальные и структурные аспекты экономики.
К экономическим мерам относят:
- финансовую политику
  - фискальную (бюджетную) политику;
- денежно-кредитную политику;
- экономическое прогнозирование, планирование и программирование.

### Институциональные меры
Институциональные меры предполагают создание, поддержание и развитие определённых общественных институтов. При этом под «институтом» понимается словесный символ для лучшего описания группы общественных обычаев. Наличие институтов означает существование в обществе преобладающего и устойчивого способа мышления или действия, который стал привычкой для определённых социальных групп или обычаем для народа. Примеры: «институт права», «институт собственности».
Различными вариантами распространения институциональных форм являются:
- структура органов исполнительной государственной власти, непосредственная задача которых — практическая реализация целей правительства;
- формирование и поддержание объектов государственного сектора экономики, то есть государственной собственности;
- разработка национальных экономических программ и экономических прогнозов;
- поддержка исследовательских центров по экономике (имеющих разную форму собственности), институтов экономической информации, торгово-промышленных палат, различных экономических советов и союзов, обеспечение функционирования институтов советников, консультантов, экспертных советов по проблемам экономики;
- правовая, информационная поддержка негосударственных структур: предпринимательских и профессиональных союзов;
- участие в различных формах экономической интеграции, организация регулярных международных встреч по экономическим вопросам (Большая семёрка, большая восьмёрка, большая двадцатка, АТЭС и другие).

## Применение методов реализации экономической политики
К различным направлениям экономической политики могут применяться различные меры достижения целей экономической политики.
В рамках Фискальной (бюджетно-налоговой) политики к мерам прямого действия относится изменение государственных расходов. Через правительственные расходы осуществляется финансирование государственного сектора, системы социального обеспечения, делаются закупки на рынке ресурсов, товаров и услуг. Правительственные расходы показывают ту долю национального продукта, которая поступает в совместное пользование всех слоёв населения. Они оказывают большое влияние на динамику ВНП. К мерам экономического воздействия в рамках фискальной политики следует отнести политику изменения налогов (видов, ставок, порядка взимания).
Регулируя капиталовложения, государство оказывает воздействие на темпы и пропорции общественного воспроизводства, используя при этом финансовый и кредитно-денежный механизмы. Вложения осуществляются как за счёт государственного бюджета, местных бюджетов, так и за счёт частных инвестиций, которые стимулируются с помощью налоговых льгот.
В рамках денежной политики государство влияет на денежную массу. Государство может оказывать непосредственное воздействие на процентную политику, а тем самым на инвестиции предприятий и потребление населения. Через инвестиции и потребление государственное регулирование влияет на объёмы и динамику ВНП. Денежная политика оказывает большое влияние на инфляцию. Одним из направлений является система антиинфляционных мер, к числу которых может быть отнесена политика регулирования доходов, поскольку она направлена на регулирование денежного спроса населения и организаций.
Социальная политика включает в себя систему индексации доходов, установление прожиточного минимума. Она направлена прежде всего на осуществление определённых программ помощи малоимущим слоям населения. Социальная политика охватывает такие сферы, как образование, медицина, культура, оказание помощи многодетным семьям, регулирование отношений в области занятости.
Политика в сфере внешнеэкономического регулирования включает в себя торговую политику государства, управление валютным курсом, систему тарифных и нетарифных мер государственного регулирования внешнеэкономической деятельности.
Регулирование рынка рабочей силы осуществляется по ряду направлений:
1. Установление максимальной продолжительности рабочей недели;
2. Установление минимальной величины заработной платы;
3. Установление порядка взносов на нужды социального страхования;
4. Государственное стимулирование профессионального обучения и переподготовки кадров.

Государственное регулирование сферы НИОКР позволяет поддерживать высокие темпы научно-технического прогресса, обеспечивать динамичное развитие экономики. Государство в экономически развитых странах финансирует от 40 до 50 % общих затрат на НИОКР, при этом финансовые ресурсы выделяются в форме грантов под конкретный проект.
Каждый из названных инструментов государственного регулирования выполняет свою роль и взаимодополняют другие. Система даёт эффект лишь в том случае, если она применяется комплексно и её составляющие не противоречат друг другу. Если в результате реализации политики цели не достигаются, то возникает эффект, получивший название «Эффект кобры».